# Corridos tumbados
Corridos tumbados es un subgénero de la música regional mexicana, específicamente del corrido, con elementos de música urbana y narcocorrido. Comenzó a finales de los años 2010 e inicios de los años 2020, y se popularizó rápidamente a inicios de la década siguiente, especialmente entre la comunidad mexicana y mexicanoestadounidense.
Para principios de 2023, los corridos tumbados lograron alcanzar el reconocimiento internacional debido al posicionamiento de artistas como Natanael Cano, Peso Pluma,Junior H, Luis R. Conriquez, Tito Double P, Óscar Maydon, Gabito Ballesteros y agrupaciones como Eslabón Armadoy Fuerza Regida  en la lista del Hot 100 de Billboard y las listas de reproducción en Spotify por canciones como «Ella baila sola», «AMG»,«El Azul» «Chanel» de Becky G y «300 noches» de Belinda con Natanael Cano.

## Historia y Características
Los corridos tumbados son una mezcla de otros estilos musicales del regional mexicano y música urbana que se originaron a mediados de los años 2010 en varias ciudades cercanas a la frontera entre Estados Unidos y México. El mexicano Natanael Cano es considerado el máximo exponente del término, pues tras mudarse a Los Ángeles en 2019 fue él quien lo popularizó entre la comunidad mexicanoestadounidense.
Sin embargo, ya desde los años 2010 al 2018 aparecieron en México multitud de artistas y grupos caracterizados por tomar elementos de géneros como el hip hop, reguetón y trap latinoy la música regional mexicana (con géneros como la música campirana (también conocido como sierreño), los corridos verdes y la música norteña) y mezclarlos con compases lentos, instrumentos de cuerda graves y letras con temáticas típicas del narcocorrido. Este género consiguió mayor exposición con los oyentes del regional mexicano en 2020, luego de una polémica ocurrida entre Cano y el intérprete Pepe Aguilarquien "explicó el éxito de los corridos tumbados".
Además de aludir al compás lento y ritmos tranquilos, la palabra "tumbado" (propia de la jerga común de los cholos, tribu urbana integrada por los individuos que pertenecen a una pandilla en México) también hace referencia a los temas que tocan la mayoría de sus letras; mafias, narcotráfico, violencia, sexo, consumo de drogas, autos, dinero, lujos y mujeres. Es por la combinación de varios géneros y las letras que este tipo de corridos se diferencian del corrido mexicano tradicional, cuyo origen se remonta al siglo XIX durante la época de independencia, y su mayor fama la adquirió en ese entonces en la primera década del XX durante el transcurso de la Revolución mexicana. Los tópicos de los que se hablaban en las canciones producidas en esas épocas con respecto al corrido incluían eventos políticos, históricos, venganzas, relaciones sentimentales, batallas, hazañas, muertes trágicas, historias de bandoleros y valentones, asesinatos y ejecuciones, desastres naturales, accidentes, entre otros temas relacionados con situaciones vividas por la comunidad mexicana de aquellos tiempos.
Debido al auge de los corridos tumbados, otros géneros del regional mexicano llegaron también a tener gran popularidad al mismo tiempo, como la música sierreña, la cumbia norteña y la banda sinaloense. Esto último se debió a que otros productores y cantantes de diversos géneros musicales empezaron a experimentar con este tipo de música, entre ellos Ovy on the Drums y Bizarrap, que lanzó el tema «BZRP Music Sessions, Vol. 55» con Peso Pluma. o la BZRP Music Sessions Vol 59 con Natanael Cano.

## Corridos Tumbados vs Corridos Bélicos
Aunque en algún sentido podría considerarse sinónimo del corrido tumbado, el corrido bélico cuenta con la diferencia de que sus líricas hablan específicamente sobre la narcocultura, el tráfico de drogas, violencia explícita y enfrentamientos armados; y las canciones suelen tener ritmos más acelerados y mezcla con géneros como la banda sinaloense.

## Controversia
A causa de las letras y el contexto de violencia en el cual el subgénero ha estado involucrado, algunas autoridades han iniciado propuestas de prohibiciones de sus canciones, en especial en México.Entre los que han opinado sobre este asunto ha sido Peso Pluma, quien señaló «que hay géneros que están satanizados y tienen rechazo por la violencia que se vive en el país.» También hizo un comentario con relación a la narcocultura, asegurando que los corridos que hablaban de este tópico los hacía «por encargo», y eran un tema normal en el regional mexicano, ya que no era una práctica nueva; porque, según él, se hacía desde años atrás como una dinámica entre el artista y aquellas personas que pagan por la música. A esto no dejó en claro, ni mencionó a la persona, o personas, que le «encargaban» hacer canciones que hablaran acerca del narcotráfico.
En mayo de 2023, Cancún prohibió la difusión de los corridos tumbados y otros géneros relacionados al mismo cuyas letras hicieran apología a la violencia. El 23 de junio del mismo año, el presidente de México Andrés Manuel López Obrador, se pronunció en contra de la difusión de este tipo de corridos y las narcoseries, además de aludir al éxito que el citado cantante Peso Pluma obtuvo con los mismos. Con esto último, pidió a la población en general no pensar que las letras de estas pistas musicales eran «la modernidad actual, o el éxito de las personas modernas».
En 2025, un concierto de Luis R. Conriquez se registró una revuelta que acabó con la salida del grupo del palenque y la destrucción de una parte importante del mobiliario debido a la prohibición del gobierno local hacia este tipo de canciones.
En 2025, cuatro estados mexicanos prohibieron los corridos tumbados; el 21 de enero, en Nayarit lo fueron prohibidos por una iniciativa del gobernador nayarita, Miguel Ángel Navarro Quintero, que entró en vigor el día mencionado; tan solo 3 meses más tarde, en Aguascalientes también lo fueron prohibidos con la declaración:

Comete el delito de provocación o apología del delito quien, mediante la difusión pública de imágenes, mensajes, expresiones, interpretaciones o representaciones que exalten, justifiquen o glorifiquen algún tipo penal de los contenidos en este Código, a personas vinculadas con la delincuencia organizada, al uso de armas prohibidas, al narcotráfico o a la violencia contra la autoridad o la sociedad.

A los días, en Michoacán, fueron por decreto del gobernador Alfredo Ramírez Bedolla prohibidos también en eventos públicos como en los dos estados ya mencionados.
Más tarde Querétaro se convirtió en el cuarto estado en realizar la prohibición, el gobernador Mauricio Kuri González lo hizo con la declaración: «He decretado que en nuestro estado no se va a permitir que en eventos públicos –llámese plazas, auditorios, estadios, centros de espectáculos, ferias y en cualquier otro lugar de acceso público, se interprete o reproduzca música que glorifique la violencia, que haga apología del delito o que promueva la cultura del crimen.».